# فرودگاه بونویل/بالدوین
فرودگاه بونویل/بالدوین (به انگلیسی: Booneville/Baldwyn Airport) یک فرودگاه همگانی بهره‌برداری هوایی است که یک باند فرود آسفالت دارد و طول باند آن ۱۵۲۴ متر است. این فرودگاه در شهر بونویل، میسیسیپی کشور ایالات متحده آمریکا قرار دارد و در ارتفاع ۱۱۷ متری از سطح دریا واقع شده‌است.